# Међурача
Међурача је насељено место у општини Нова Рача, Бјеловарско-билогорска жупанија, Република Хрватска.

## Историја
До нове територијалне организације у Хрватској место је припадало бившој великој општини Бјеловар.

## Становништво
На попису становништва 2011. године, Међурача је имала 330 становника.

## Попис1991.
На попису становништва 1991. године, насељено место Међурача је имало 413 становника, следећег националног састава:
| Попис 1991.‍ | Попис 1991.‍ | Попис 1991.‍ | Попис 1991.‍ | Попис 1991.‍ |
| ----------- | ----------- | ----------- | ----------- | ----------- |
|             |             |             |             |             |
| Хрвати      | Хрвати      |             | 395         | 95,64%      |
| Срби        | Срби        |             | 2           | 0,48%       |
| Југословени | Југословени |             | 1           | 0,24%       |
| непознато   | непознато   |             | 15          | 3,63%       |
| укупно: 413 |             |             |             |             |